# 流し
流し（ながし）は、ギター、アコーディオンなどの楽器を持って酒場などを周り、客のリクエストに応えて歌唱の伴奏をしたり、自分の持ち歌を歌う芸人である。レパートリーは多岐に及ぶが、その中でも演歌を専門で歌っている者は演歌師と呼ばれることもある。
昭和初期、演歌師は場末の夜店や縁日などの場を借りて命脈を保っていたが、それまでの街頭で哀切なヴァイオリンを弾きながら歌う芸風から、カフェなどの店を周るようになった。すでに歌詞本は売られていたが、歌にギターやアコーディオンの伴奏をつけて数人組で演奏するようになった。やがて、夜の街酒場で何軒かの店を周る（「流し」て歩く）楽師になったことから、この呼称が定着した。音楽以外の他の業種でも、客を求めて移動する者は「流し」と呼称される。

## 特徴

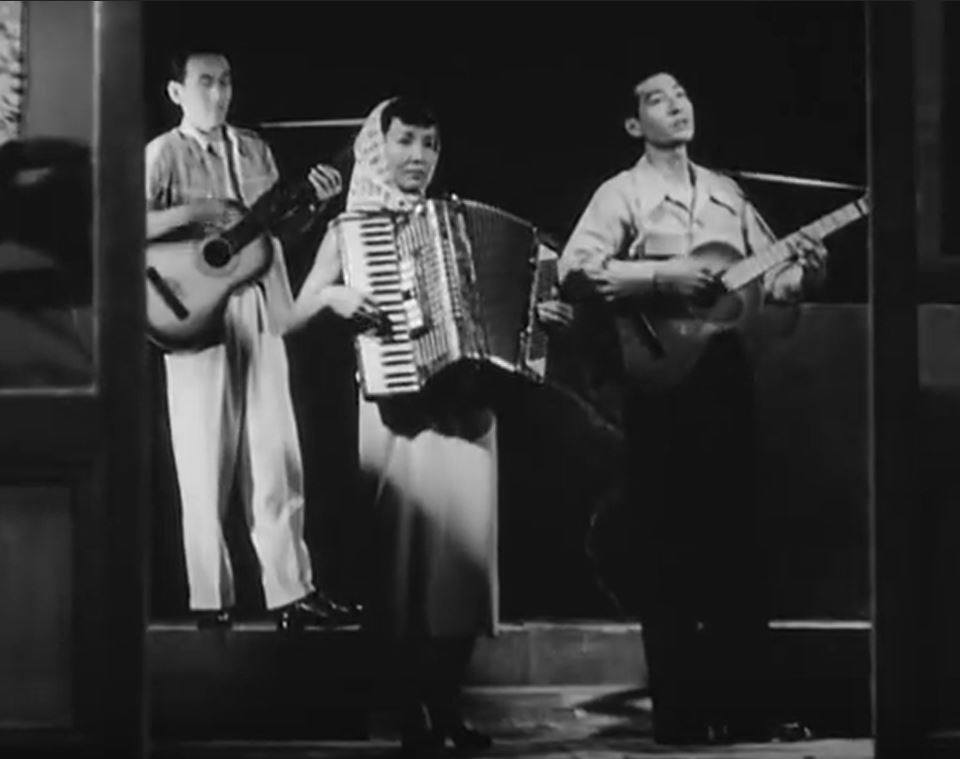
夜の熱海温泉の旅館街で弾き語る、ギターとアコーディオン(演・村上茂子)による流し。昭和28年(1953)の映画『東京物語』より。

流しは、ギター（アコーディオン、ウクレレ、三味線なども含む）と歌詞本を持参して飲み屋を周り、客の歌の伴奏を務めたり、またリクエストに応えて自分の歌を披露する。1970年代前半まではカラオケがまだ普及していなかったため、流しには需要があり、人気も高かった。最盛期には新宿だけで100人以上の流しがいたといわれる。やがて、カラオケの普及とともに「流し」は急速に減っていった。
カラオケと異なり、生楽器のため客がリズムや音程を外しても伴奏者が客の歌い方に合わせることができる。したがって、音痴にはこの方が歌いやすいとも言われる。また、常連になると歌い方のアドバイスをしてくれることもある。
また、自分の歌声を聞かせる者も多い。

## 曲目
「流し」出身の有名歌手には演歌歌手が多いが、「流し」のレパートリーは演歌ばかりではない。軍歌・フォークソング・歌謡曲・洋楽、あるいはJ-POPなど、基本的に「流し」は周る店の客層に合わせたレパートリーを持つ。ただし、「流し」にも、その客にも中高年が多いため、懐メロが中心になることが多い。

## 流し経験者
北島三郎、五木ひろし、渥美二郎、おかゆなどは、「流し」からプロの歌手になった。また遠藤実は「流し」から歌手を経て作曲家になった。和泉容（Be-B）は、日本レコード大賞新人賞の経験者ながらも、2024年現在「流し」を継続している。また東海道新幹線放火事件の被告（現場で死亡）も流し経験者である。